# 变刺小檗
变刺小檗（学名：Berberis mouillacana），为小檗科小檗属下的一个种。

## 扩展阅读
維基物種上的相關：变刺小檗